# Giddy On Up
Giddy On Up è il singolo di debutto della cantante country statunitense Laura Bell Bundy, estratto dal suo secondo album di studio Achin' and Shakin'. È stato pubblicato il 16 febbraio 2010 e ha riscosso un discreto successo in tutti gli Stati Uniti.

## Classifiche
| Classifica (2010)                  | Posizione massima |
| ---------------------------------- | ----------------- |
| U.S. Billboard Hot 100             | 107               |
| U.S. Billboard Hot Country Songs   | 31                |
| U.S. Billboard Hot Dance Club Play | 43                |